# Sportvereniging Dynamo 2018-2019
Questa voce raccoglie le informazioni riguardanti la Sportvereniging Dynamo nelle competizioni ufficiali della stagione 2018-2019.

## Organigramma societario
Area direttiva
- Presidente: Arjan Oudbier

Area organizzativa
- Manager: Arie Verbeek

Area tecnica
- Allenatore: Redbad Strikwerda
- Assistente allenatore: Michiel van Dorsten
- Scoutman: Frank Baak

Area medica
- Medico: Rob van den Berg, Joop Wijker

## Rosa
| N° | Nome                | Ruolo | Data di nascita   | Nazionalità sportiva |
| -- | ------------------- | ----- | ----------------- | -------------------- |
| 2  | Dustin Bontrop      | L     | 5 febbraio 1996   | Paesi Bassi          |
| 3  | Bart van Garderen   | P     | 16 gennaio 1988   | Paesi Bassi          |
| 5  | Stefan Boermans     | C     | 13 dicembre 1994  | Paesi Bassi          |
| 6  | Nico Manenschijn    | O     | 6 dicembre 1994   | Paesi Bassi          |
| 7  | Rik van Solkema     | O     | 11 giugno 1999    | Paesi Bassi          |
| 8  | Freek de Weijer     | P     | 30 ottobre 1995   | Paesi Bassi          |
| 9  | Renzo Verschuren    | C     | 24 giugno 1981    | Paesi Bassi          |
| 10 | Maikel van Zeist    | C     | 16 settembre 1994 | Paesi Bassi          |
| 13 | Tom van Steenis     | S     | 1º marzo 1996     | Paesi Bassi          |
| 14 | Wessel Blom         | S     | 5 luglio 1993     | Paesi Bassi          |
| 15 | Bram Langevoort     | S     | 5 aprile 1993     | Paesi Bassi          |
| 16 | Mats Kruiswijk      | S     | 12 dicembre 1989  | Paesi Bassi          |
| 18 | Cas Abraham         | S     | 17 maggio 1999    | Paesi Bassi          |
| 20 | Michiel van Dorsten | O     | 8 agosto 1986     | Paesi Bassi          |

## Statistiche

### Statistiche dei giocatori
| Giocatore       | Coppa CEV | Coppa CEV | Coppa CEV | Coppa CEV | Coppa CEV |
| Giocatore       | P         | PT        | AV        | MV        | BV        |
| --------------- | --------- | --------- | --------- | --------- | --------- |
| C. Abraham      | 3         | 4         | 3         | 1         | 0         |
| W. Blom         | 4         | 23        | 21        | 1         | 1         |
| S. Boermans     | 4         | 20        | 12        | 3         | 5         |
| D. Bontrop      | 4         | 0         | 0         | 0         | 0         |
| F. de Weijer    | 4         | 17        | 5         | 7         | 5         |
| M. Kruiswijk    | 4         | 27        | 21        | 5         | 1         |
| B. Langevoort   | 1         | 6         | 6         | 0         | 0         |
| N. Manenschijn  | 3         | 23        | 18        | 3         | 2         |
| M. van Dorsten  | 0         | 0         | 0         | 0         | 0         |
| B. van Garderen | 4         | 1         | 0         | 0         | 1         |
| R. van Solkema  | 4         | 55        | 49        | 4         | 2         |
| T. van Steenis  | 4         | 1         | 1         | 0         | 0         |
| M. van Zeist    | 4         | 30        | 17        | 11        | 2         |
| R. Verschuren   | 2         | 13        | 6         | 3         | 4         |

P = presenze; PT = punti totali; AV = attacchi vincenti; MV = muri vincenti; BV = battute vincenti

NB: Non sono disponibili i dati relativi alla Eredivisie e alla Coppa dei Paesi Bassi